# Sir Anand Satyanand

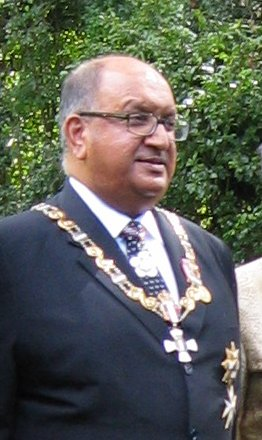
Sir Anand Satyanand

Sir Anand Satyanand este guvernatorul general al Noii Zeelande. El s-a născut la 22 iulie 1944 la Auckland și a absolvit universitatea din orașul natal Auckland.Înainte de a prelua funcția de guvernator general a activat ca avocat ,jurist și ombudsman (funcționar însărcinat cu sondarea opiniei publice și cu nemulțumirile populației față de guvern). A primit Ordinul de merit al Noii Zeelande și Ordinul Serviciului Reginei.